# Uniti per Avanzare
Uniti per Avanzare (Units per Avançar in catalano) è un partito politico spagnolo di ambito catalano, fondato nel 2017 e considerato erede della disciolta Unione Democratica di Catalogna. Si definisce come partito catalanista contrario all'indipendenza della Catalogna, di ideologia moderata.
Il partito propone un Patto di Stato che riconosca la Catalogna come una nazione e che trasferisca alla Generalitat maggiori competenze di autogoverno.

## Storia
Promosso da precedenti quadri dell'ex-UDC, Uniti per Avanzare debuttò il 19 di giugno 2017. Nella sua convenzione inaugurale, celebrata nell'ottobre dello stesso anno, propose un'alleanza elettorale al Partito dei Socialisti di Catalogna (PSC) e ad altri settori del catalanismo non indipendentista. Si definì come un movimento democratico con vocazione di servizio ai cittadini della Catalogna e disposto a ereditare la cultura del centro catalanista, federalista europeo e socialcristiano umanista.
A novembre del 2017 siglò un accordo con il PSC in vista delle elezioni catalane del 2017, in base al quale alcuni membri del partito democristiano si incorporarono nella lista socialista. Ramon Espadaler, una volta eletto deputato, fu nominato membro della direzione del gruppo parlamentare "PSC-Units".
A novembre del 2018 il Consiglio Nazionale di Uniti per Avanzare approvò una strategia per le elezioni municipali, rifiutando alleanze con indipendentisti (ERC, JxCat, CUP e Democratici) e con anticatalanisti (Partito Popolare e Ciudadanos) emantenendo il "rapporto preferenziale" con il PSC. Per questo non sostenne la candidatura di Manuel Valls a Barcellona, giacché appoggiata da Cs, preferendo la lista socialista guidata da Jaume Collboni.
Alle elezioni europee del 2019 sostenne la lista nazionalista e democristiana Coalizione per un'Europa Solidale, guidata dai jeltzales del PNV e da Coalizione Canaria.